# Ràpid
Un ràpid és un tram d'un riu què té un pendent relativament pronunciat, que fa que augmenti la velocitat de l'aigua i apareguin turbulències. Els ràpids sovint creen aigües braves, que és aigua barrejada amb bombolles que adquireix un color més blanquinós. Els ràpids solen ser populars per a activitats recreatives com ara el ràfting, el caiac i el piragüisme, així com per a la pesca i altres activitats a l'aire lliure. Aquest element hidrològic és més comú trobar-lo a zones accidentades.

## Formació
La formació de ràpids es produeix mitjançant una combinació de factors que creen aigua turbulenta i ràpida en un riu. Alguns dels principals factors que contribueixen a la formació de ràpids inclouen:
- Canvis de pendent de la llera del riu: Quan un riu troba un fort descens o un canvi brusc d'elevació, l'aigua flueix més ràpidament i amb més força, generant pertorbacions i irregularitats al pas de l'aigua, creant ràpids.
- Obstruccions al riu: Les roques, arbres caiguts o altres deixalles poden crear obstacles en un riu que obliguen l'aigua a canviar de direcció i fluir més ràpidament, formant ràpids. La composició de la llera del riu, inclòs el tipus de roca i sediment, pot afectar la formació de ràpids. Alguns tipus de roques són més resistents a l'erosió que altres, i això pot crear zones de flux d'aigua més ràpid o més lent.
- Canvis d'ample del riu: Quan un riu es troba amb una secció més estreta l'aigua crea pertorbacions que poden generar ràpids.

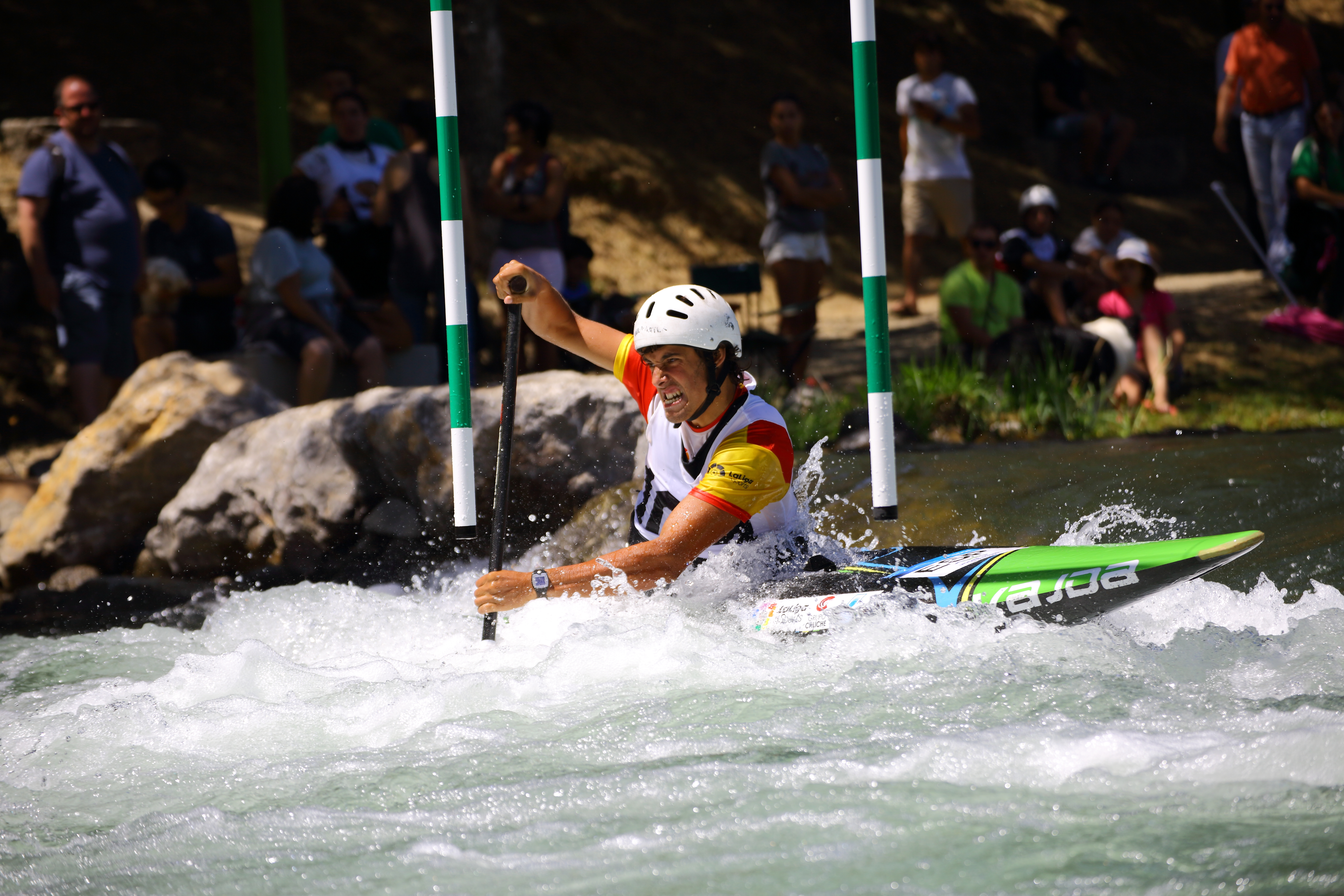
Campionat d'Espanya de Piragüisme

En general, la formació de ràpids es produeix a través de la interacció de les característiques naturals del riu i les forces que actuen sobre ells, inclosa la gravetat, el flux d'aigua i els obstacles al riu. Aquests factors es combinen per crear l'aigua turbulenta i ràpida que associem als ràpids.

## Classificació
Els ràpids es classifiquen en una escala internacional segons la velocitat, caudal, onades creades, girs o canvis de direcció i perillositat del ràpid. Aquesta classificació és útil per a les activitats que es duen a terme en els ràpids com el ràfting o el piragüisme. Hi ha sis nivells de dificultat:

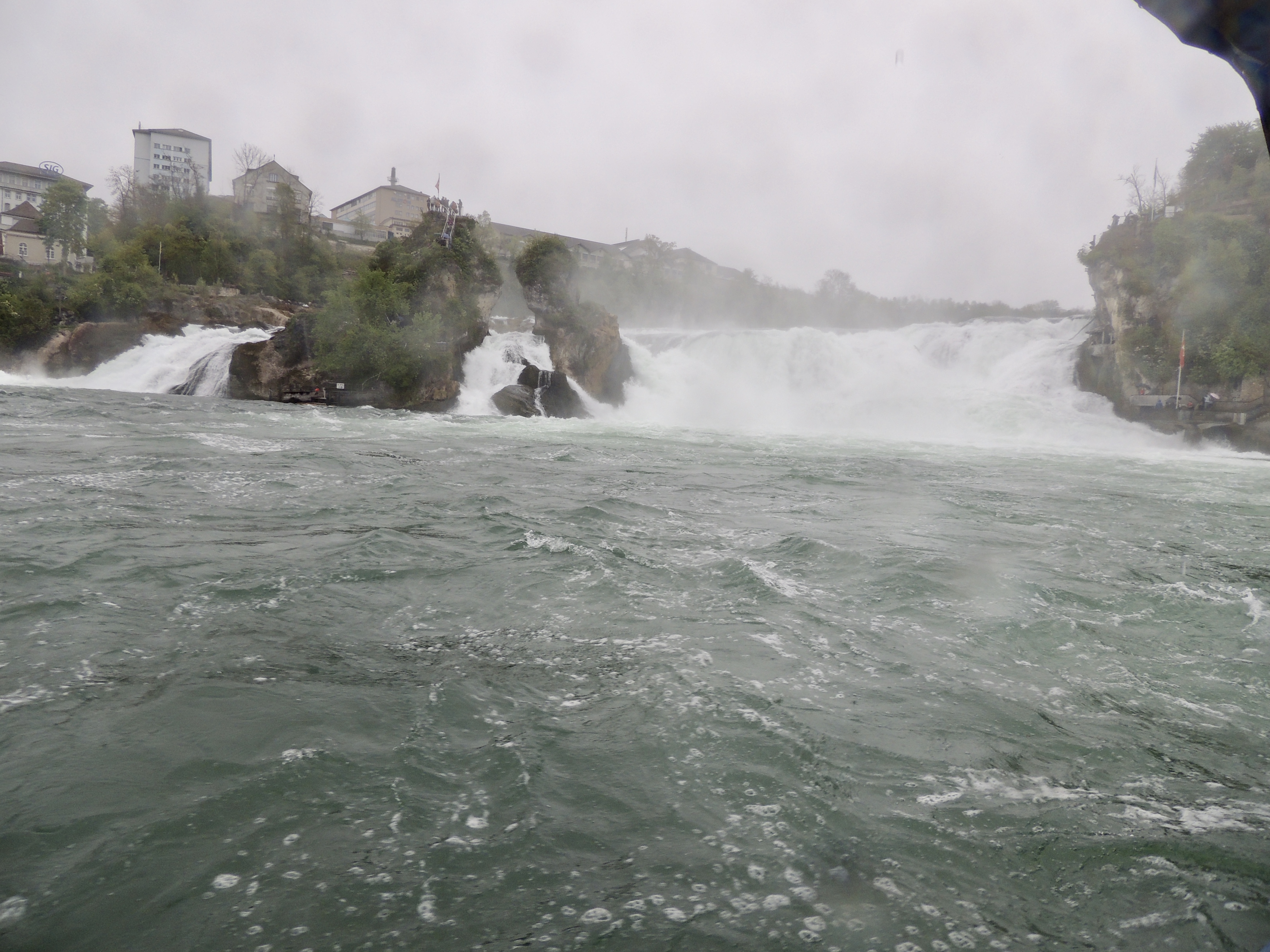
Cascades del Rin

- Classe A: aigua plana, sense moviment
- Classe I: ràpid fàcil,velocitat de l'aigua lenta, sense obstacles i girs lleugers
- Classe II: ràpid moderat, velocitat de l'aigua moderada, algunes onades, maniobres requerides
- Classe III: ràpid moderadament difícil, nombroses onades i roques, algun tram tècnic
- Classe IV: ràpid difícil, llarg amb moltes onades i roques. Maniobres tècnicament i físicament difícils
- Classe V: ràpid molt difícil, onades violentes i caigudes lliures de l'aigua. Obstacles i trams extremadament complicats
- Classe VI: ràpid perillós, perill de mort

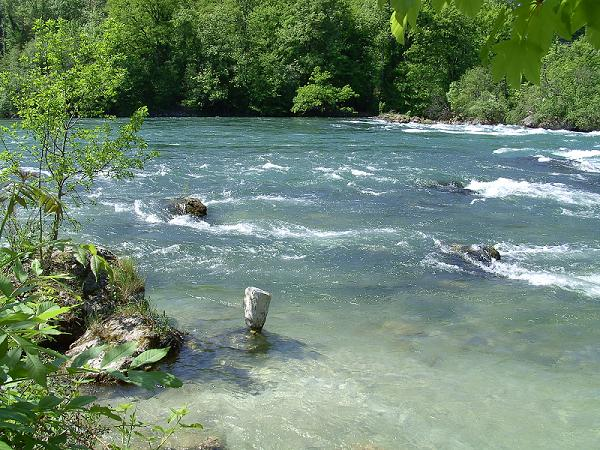
Ràpids amb aigua blanca, a prop de les cascades del Rin
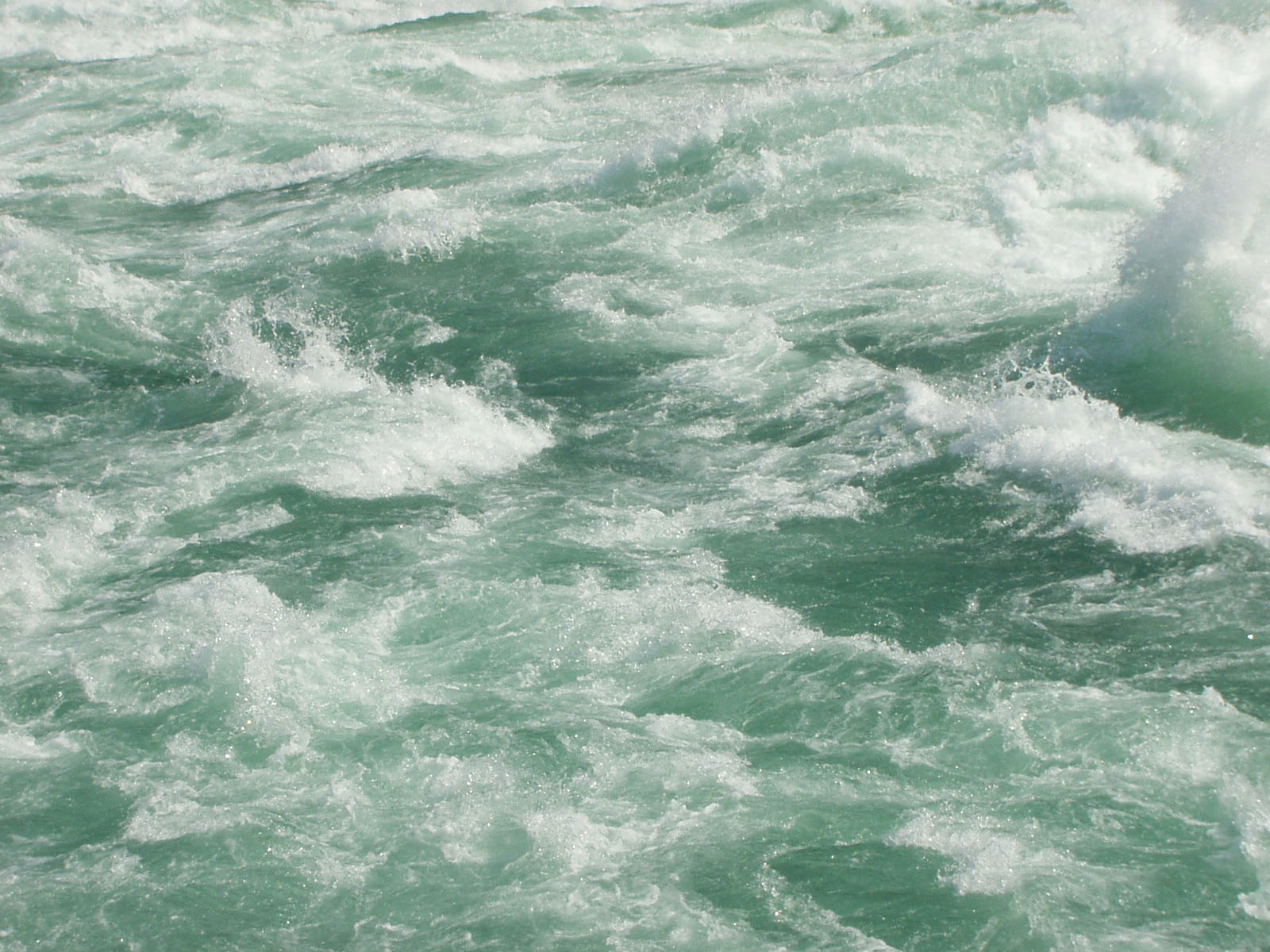
Aigua violenta sota les cascades del Niàgara
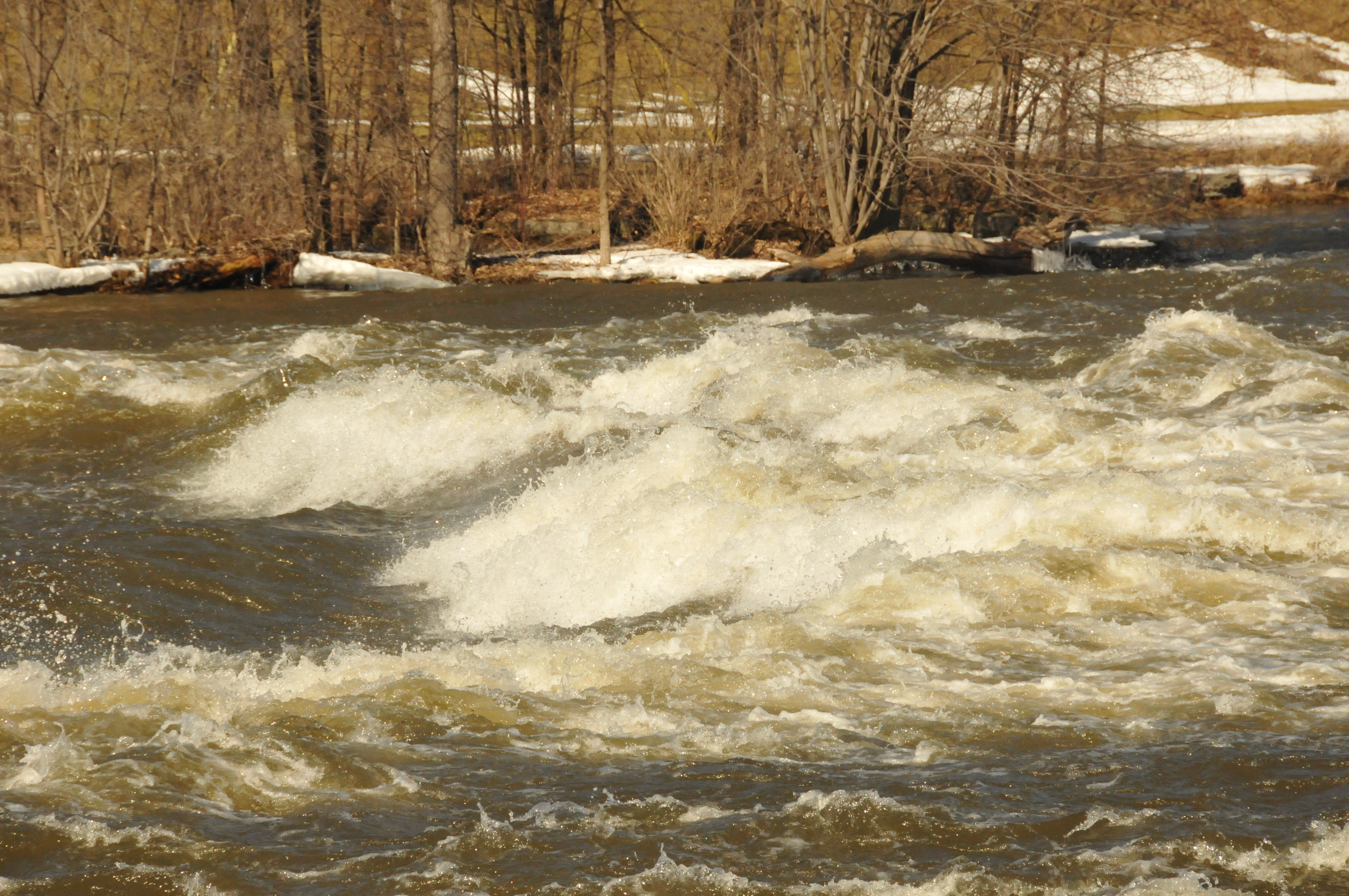
Ràpids en el riu Mississipi a Pakenham, Ontario, Canadà.
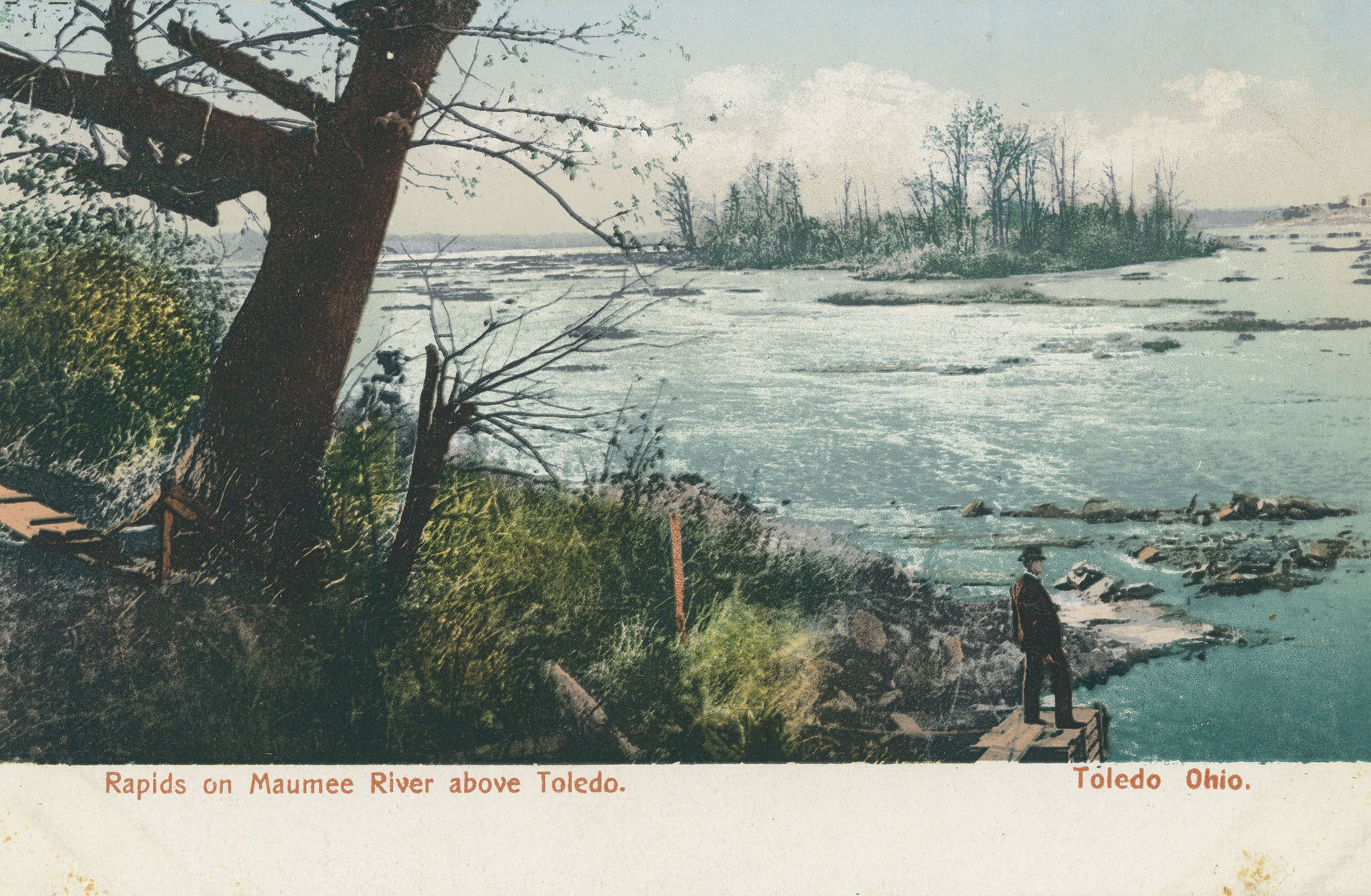
Imatge històrica dels ràpids en el riu Maumee, Ohio, Estats Units.